# Sent Martin de Gimoés
Sent Martin Gimoés (en francès Saint-Martin-Gimois) és un municipi francès situat al departament del Gers i a la regió d'Occitània.

## Demografia
| 1962                                       | 1968 | 1975 | 1982 | 1990 | 1999 | 2006 |
| ------------------------------------------ | ---- | ---- | ---- | ---- | ---- | ---- |
| 77                                         | 95   | 89   | 86   | 87   | 74   | 73   |
| Des de 1962: població sense dobles comptes |      |      |      |      |      |      |

## Administració
| Període   | Identitat       | Partit |
| --------- | --------------- | ------ |
| 2001-2008 | Henri Moncassin |        |
| 2008-     | Gilles Loterie  |        |